# 茶房長谷路

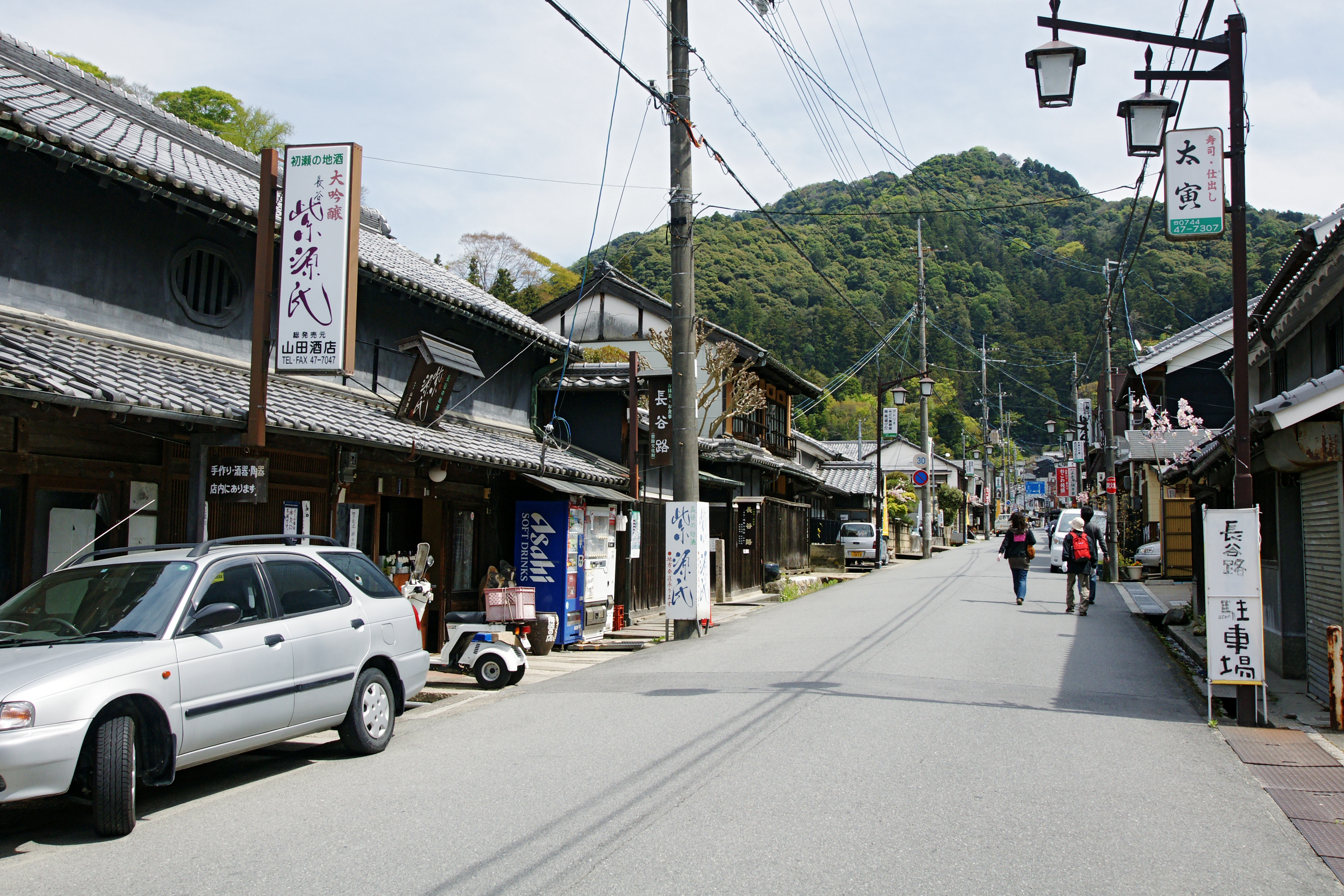
長谷寺参道、左手前に主屋の山田酒店

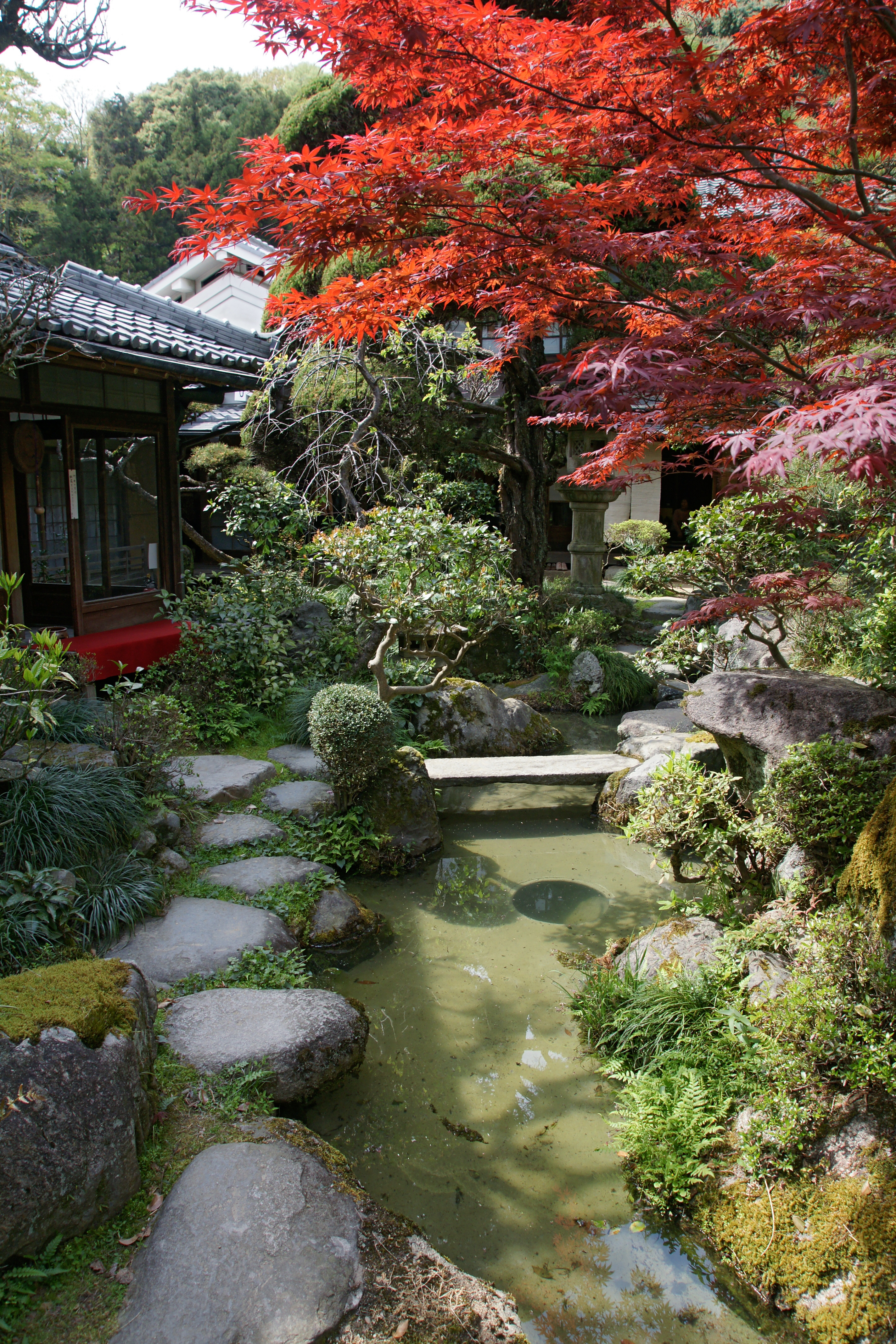
中庭の日本庭園

茶房長谷路（さぼうはせじ）は奈良県桜井市初瀬の長谷寺参道に面して建つ近世・近代和風建築。座敷から中庭の日本庭園を鑑賞できるガーデンカフェ・レストラン、および版画美術館として公開されている。
平成12年（2000年）12月4日、国土の歴史的景観に寄与しているものとして、併設する酒店（主屋）とともに6棟の建造物が「山田酒店（茶房長谷路）」の名称で国の登録有形文化財に登録された。

## 文化財

### 主屋
- 竣工 - 1812年、1912年-1925年増築
- 構造 - 木造2階建、瓦葺、切妻造
- 建築面積 - 109㎡
- 国の登録有形文化財(建造物) 住宅 建築物

### 茶室
- 設計 - 山田新
- 竣工 - 1912年-1925年
- 構造 - 三畳台目床付茶室。木造平屋建、瓦葺、寄棟造、壁面は鼠漆喰仕上、
- 建築面積 - 8.7㎡
- 国の登録有形文化財(建造物) 住宅 建築物

### 茶房座敷
- 設計 - 山田新
- 竣工 - 1912年-1925年
- 構造 - 木造2階建、瓦葺、東側を入母屋、西側を切妻
- 建築面積 - 53㎡
- 国の登録有形文化財(建造物) 住宅 建築物

### 内蔵
- 竣工 - 1812年、1912年-1925年移築
- 構造 - 木造2階建、瓦葺、切妻造、外壁は漆喰塗、鉄格子入窓
- 建築面積 - 22㎡
- 国の登録有形文化財(建造物) 住宅 建築物

### 庭門
- 設計 - 山田新
- 竣工 - 1912年-1925年
- 構造 - 木造平重門、穴門形式、桟瓦葺、間口1.5m、袖塀及び西塀附属
- 国の登録有形文化財(建造物) 住宅 その他工作

### 塀
- 設計 - 山田新
- 竣工 - 1912年-1925年
- 構造 - 木造、鼠漆喰仕上げ、腰は縦板貼り、桟瓦葺、延長28m
- 国の登録有形文化財(建造物) 住宅 その他工作

## 長谷路版画土蔵館
内蔵を展示施設とし、桜井市出身の近代の版画家谷中安規のほか、棟方志功、大野隆司、宮崎敬介の版画作品約40点を常設する。
- 開館時間 - 10時00分
- 閉館時間 - 16時30分
- 休館日 - 4月・5月・11月は無休、夏期、冬期は水曜、不定休あり

## 交通アクセス
- 近鉄大阪線 長谷寺駅 徒歩10分

## 周辺
- 法起院
- 大和玉仙閣美術館
- 長谷寺